# (34149) 2000 QL17
2000 QL17 (asteroide 34149) é um asteroide da cintura principal. Possui uma excentricidade de 0.14995940 e uma inclinação de 2.21296º.
Este asteroide foi descoberto no dia 24 de agosto de 2000 por LINEAR em Socorro.